# Ictidognathus
Ictidognathus és un gènere extint de sinàpsids del clade dels terocèfals que visqueren al sud d'Àfrica durant el Wuchiapingià (Permià superior). Se n'han trobat restes fòssils a la província sud-africana del Cap Occidental. Era un terocèfal petit. El vòmer és complicat i, segons l'espècie de la qual es tracti, format per un sol bloc o per dos elements diferents. El nom genèric Ictidognathus significa ‘mandíbula de mostela’ en llatí.